# Aeropuerto de Norway House
El Aeropuerto De Norway House (del inglés: Norway House Airport) (IATA: YNE, OACI: CYNE) está ubicado adyacente a Norway House, Manitoba, Canadá.

## Aerolíneas y destinos
- Perimeter Airlines
  - Winnipeg / Aeropuerto Internacional de Winnipeg-Armstrong